# Église de la congrégation de la Trinità dei Pellegrini
L'église de la congrégation de la Trinité-des-Pèlerins (chiesa della congregazione della Trinità dei Pellegrini), ou oratoire des Confrères (oratorio dei Confratelli), est une petite église de Naples située dans le quartier Montesanto, adjacent aux Quartiers espagnols du cœur historique de la cité parthénopéenne.

## Histoire et description
Cette église est le deuxième lieu de culte de l'augustissime archiconfrérie de la Très-Sainte-Trinité-des-Pèlerins qui gérait l'hôpital du même nom avec sa grande église (qui se trouve derrière), celle-ci étant plutôt réservée aux petits offices des membres de l'archiconfrérie. On y accède par le grand escalier de piperno qui se trouve dans la cour de l'hôpital, ou bien par une entrée indépendante au numéro 44 de la via Giovanni Ninni. La façade est très simplement décorée de lésènes.
Au fond de l'église, on remarque une précieuse Sainte Trinité de Francesco de Mura (vers 1755); sur les côtés les Évangélistes de Paolo de Maio. L'église possède aussi un tableau de Nunzio Rossi, Abraham et les trois anges, et dans la sacristie l'on distingue des tableaux de Giuseppe Bonito et de Bernardino Campi. Le peintre Giacinto Diano, qui faisait partie de cette confrérie laïque, y est inhumé en 1803.

## Archiconfrérie
L'archiconfrérie a été fondée en 1578 par six artisans napolitains dirigés par Bernardo Giovino, afin de soigner les malades et les convalescents, en particulier les pèlerins et les vagabonds. Ses statuts sont approuvés par Grégoire XIII le 18 juin 1579. Leur premier hôpital se trouve d'abord au couvent S.Arcangelo a Baiano, puis déménage pour des locaux plus grands près de S.Pietro ad Aram, avant de s'installer définitivement en 1591 via Portamedina. Progressivement, l'hôpital s'ouvre aux autres malades et s'adapte au fil des siècles à la médecine moderne. L'archiconfrérie a construit un hôpital supplémentaire après la Seconde Guerre mondiale sur la colline de Capodichino. Ces deux hôpitaux ont été nationalisés sans indemnités en 1971.